# 1998年10月逝世人物列表
1998年逝世人物列表：1月 - 2月 - 3月 - 4月 - 5月 - 6月 - 7月 - 8月 - 9月 - 10月 - 11月 - 12月
1998年10月逝世人物列表，是用於匯總1998年10月期間逝世人物的列表。

## 依日期排序

### 1日
- 寶琳·朱利安，70歲，魁北克歌手，詞曲作者，女演員和女權主義活動家，自殺身亡。[1]
- Sjur Lindebrække，89歲，挪威銀行家和政治家。[2]
- 弗拉基米爾·奧西波夫，90歲，俄裔美國建築師。
- 加布里埃爾·桑杜，45歲，羅馬尼亞足球運動員。

### 2日
- 金·奧崔，91歲，美國名人堂歌手和演員，淋巴瘤。[3]
- Jerzy Bińczycki，61歲，波蘭舞臺和電影演員，心臟病發作而死。[4]
- DONDI，37歲，美國塗鴉藝術家，死於愛滋病。[5]
- 威廉·迈克尔斯，81歲，加拿大歷史學家和學者。[6]
- Olin J. Eggen，79歲，美國天文學家。
- Olivier Gendebien，74歲，比利時賽車手。[7]
- 恩里科·帕加尼，69歲，義大利籃球運動員。[8]
- 庫爾勒·潘迪特，77歲，美國作曲家、鋼琴家和管風琴家，心臟病發作而死。
- 雷蒙德·雷克斯，88歲，英國戲劇製作人、導演和廣播員。
- D. French Slaughter， Jr.，73歲，美國政治家。[9]
- 阿德里安·斯皮斯，78歲，美國編劇。[10]
- Roger Vivier，90歲，法國女鞋設計師。[11]
- 理查·韋，84歲，英國公務員和學術管理人員。
- 桑賈蘇倫金·佐裡格，36歲，蒙古政治家和革命家，被暗殺。

### 3日
- 雨果·巴塔拉，72歲，烏拉圭政治家，副總統（1995-1998），死於肺癌。
- Arthur Clues，74歲，澳大利亞橄欖球運動員。
- 喬治·大衛斯，84歲，美國藝術總監，奧斯卡獎得主
- David C. Evans，74歲，美國計算機科學家。[12]
- 伯納德·福克斯，81歲，美國花樣滑冰運動員。
- 科林·格林伍德，62歲，南非橄欖球運動員。
- 羅迪·麥克道爾，70歲，英裔美國演員，肺癌。[13]
- G. S. Venkataraman，68歲，印度植物學家。
- 安妮-瑪麗·沃爾特斯，75歲，二戰期間瑞士-英國特種作戰執行官。
- 喬治·耶茨，90歲，澳大利亞商人和政治家。[14]

### 4日
- S. Arasaratnam，68歲，斯裡蘭卡學者、歷史學家和作家。[15]
- 讓-帕斯卡爾·德拉穆拉茲（Jean-Pascal Delamuraz），62歲，瑞士政治家。
- 李·格裡森，90歲，美國棒球運動員。[16]
- 埃內亞·帕瓦尼（Enea Pavani），77歲，義大利冰壺運動員。
- 托尼·雪麗（Tony Shelly），61歲，紐西蘭賽車手。[17]

### 5日
- 梅格斯·詹金斯，81歲，英國女演員。[18]
- Krzysztof Jung，47歲，波蘭畫家，平面藝術家和表演者，死於哮喘。
- 皮埃爾·馬托裡，77歲，法國詩人。[19]
- 費德里科·澤里，77歲，義大利藝術史學家。[20]
- Arne Øien，69歲，挪威經濟學家和政治家。

### 6日
- Mark Belanger，54歲，美國棒球運動員，死於肺癌。[21]
- 安布羅斯·伯克（Ambrose Burke），102歲，英語教授和天主教神父。
- 羅蘭·拜科夫（Rolan Bykov），68歲，蘇聯和俄羅斯演員，戲劇和電影導演兼編劇，肺癌。[22]
- 小亨利·保羅·古德（Bob Gude），80歲，美式橄欖球運動員。[23]
- 讓-法蘭索瓦·珍妮-克拉克（Jean-François Jenny-Clark），54歲，法國低音提琴手，癌症。[24]
- 詹姆斯·拉金（James Larkin），66歲，愛爾蘭蓋爾足球運動員和政治家。
- 撒母耳·梅西克（Samuel Messick），67歲，美國心理學家。[25]
- 斯蒂芬·莫林（Stéphane Morin），29歲，加拿大冰球運動員，心臟問題。[26]
- 約瑟夫·桑德勒（Joseph J. Sandler），71歲，英國精神分析學家。[27]
- 查克·沃爾頓（Chuck Walton），57歲，美國橄欖球運動員。
- 傑羅姆·魏德曼（Jerome Weidman），85歲，美國劇作家和小說家。[28]

### 7日
- 伊芙琳·丹尼爾·安德森，72歲，美國教育家和殘疾人權利宣導者。
- 理查·西爾特，77歲，美國經濟學家和統計學家，死於癌症。[29]
- Cees de Vreugd，46歲，荷蘭強人，心臟病發作而死。
- W. B. Gallie，86歲，蘇格蘭社會理論家和哲學家。[30]
- 阿諾德·雅各斯，83歲，美國管樂手。
- 雷納托·馬拉瓦西，94歲，義大利電影演員。
- 約瑟夫·P·梅利諾，76歲，美國黨政治家。[31]
- 李樂薰，62歲，韓國演員，死於心臟病和糖尿病。
- 茹志鹃，72歲，中國作家。[32]

### 8日
- 柯蒂斯·卡塞爾，85歲，德裔英國拉比。
- 张充仁，91歲，中國藝術家、雕塑家。[33]
- Mohanlal Lallubhai Dantwala，89歲，印度農業經濟學家，學者和作家。[34]
- 賈希姆，48歲，孟加拉國電影演員、製片人和自由鬥士，腦出血而死。
- West Nkosi，58歲，南非音樂製作人，薩克斯手和詞曲作者，死於車禍。[35]
- 吉吉·雷德，70歲，義大利角色演員。
- 葛籣·斯皮爾曼，51歲，美國爵士男高音薩克斯手，死於癌症。[36]
- 阿納托爾·維魯，72歲，羅馬尼亞音樂理論家、教育家和作曲家。[37]

### 9日
- 羅伯特·艾倫（Robert Allen），92歲，美國演員，癌症。[38]
- 安東尼·阿朗佐（Anthony Alonzo），50歲，菲律賓演員，歌手和奎松市議員，皮膚癌。
- 貝絲·邦納（Beth Bonner），46歲，美國長跑運動員，交通事故。
- 喬治·蘭金·歐文（George Rankine Irwin），91歲，美國斷裂力學和材料強度領域的科學家。[39]
- 伊恩·詹森（Ian Johnson），80歲，澳大利亞板球運動員。[40]
- 約翰·格德斯·麥格雷戈（John Geddes MacGregor），88歲，英裔美國作家、學者和牧師。
- 納布山·派特奈克，63歲，印度共產主義革命家和政治家。
- 古斯塔沃·佩特裡西奧利（Gustavo Petricioli），70歲，墨西哥經濟學家，心臟病發作。
- 肖秧，69歲，中國政治家。

### 10日
- 克拉克·克利福德，91歲，美國律師和政治家。[41]
- 傑基·福斯特，71歲，英國新聞記者，女演員和女同性戀權利活動家。[42]
- Marvin Gay Sr.，84歲，美國部長，Marvin Gaye的父親，死於肺炎。[43]
- 皮爾斯·萊登，90歲，美國演員。
- 威廉·馬科維茨，91歲，美國天文學家。[44]
- 托尼·馬文，86歲，美國廣播電視播音員。[45]
- 雷切爾·科斯格羅夫·帕耶斯，75歲，美國小說家和作家。
- 康斯坦丁·彼得紮克，91歲，俄羅斯核物理學家。[46]
- 湯米·奎德，41歲，愛爾蘭投擲手，因跌倒受傷。
- 伯塔·拉姆，88歲，瑞士建築師、作家和女權主義活動家。[47]
- El Tappe，71歲，美國棒球運動員和教練，死於癌症。[48]

### 11日
- 理查·丹寧，84歲，美國演員，心臟病發作而死。[49]
- 弗雷德·哈裡斯，86歲，英格蘭足球運動員。[50]
- 拉爾斯·西奧多·瓊森，94歲，瑞典越野滑雪運動員。[51]
- 第七代紐伯勒男爵邁克爾·韋恩，81歲，英國同行和皇家海軍志願預備役軍官。[52]
- 斯波茨伍德·威廉·羅賓遜三世，82歲，美國民權律師和美國巡迴法官。
- 蓋烏斯·R·薛佛，88歲，美式橄欖球運動員和奧運選手。[53]

### 12日
- Jürgen Aschoff，85歲，德國醫生、生物學家和行為生理學家。[54]
- 伯恩哈德·米內蒂（Bernhard Minetti），93歲，德國演員。[55]
- 胡裡奧·薩拉切尼（Julio Saraceni），86歲，阿根廷電影導演。
- 佐多稻子（Ineko Sata），94歲，日本作家和共產主義者。[56]
- 马修·谢巴德（Matthew Shepard），21歲，美國謀殺案受害者，被毆打致死。[57]
- 威爾遜·艾倫·沃利斯（Wilson Allen Wallis），85歲，美國經濟學家和統計學家。[58]

### 13日
- 湯瑪斯·拜伯格，82歲，挪威速度滑冰運動員和奧運獎牌得主。[59]
- 德米特裡·尼古拉耶維奇·菲利波夫，54歲，蘇聯和俄羅斯政治家和實業家，被暗殺。
- P. T. Narasimhachar，93歲，印度卡納達語劇作家和詩人。[60]
- Bojan Pečar，38歲，塞爾維亞/南斯拉夫音樂家，心臟病發作而死。
- 傑里米·巴爾加斯·薩加斯特吉（Jeremy Vargas Sagastegui），27歲，美國罪犯，被注射死刑。[61]
- 熱拉爾·查理斯·愛德華·泰里奧（Gérard Charles Édouard Thériault），66歲，加拿大飛行員兼國防參謀長。

### 14日
- 克利夫蘭·阿默里，81歲，美國作家、記者和動物權利活動家，死於腹主動脈瘤。[62]
- Leopoldina Bălănuśă，63歲，羅馬尼亞女演員。[63]
- Dasarath Deb，82歲，印度共產主義政治家。
- 貝蒂·吉利斯，90歲，美國航空先驅。
- 喬治·奧伯薇格，84歲，義大利鐵餅運動員和奧運獎牌得主。[64]
- 弗蘭基·揚科維奇，93歲，美國波爾卡音樂家，心力衰竭而死。[65]

### 15日
- 羅爾夫·阿戈普（Rolf Agop），90歲，德國指揮家和學者。
- 科萊特·達菲伊（Colette Darfeuil），92歲，法國女演員。[66]
- Mãe Cleusa Millet，75歲，巴西醫生和精神領袖。
- 艾克·歐文斯（Ike Owens），79歲，威爾士橄欖球運動員。[67]
- 伊恩·克萊頓·史密斯（Iain Crichton Smith），70歲，蘇格蘭詩人和小說家。[68]

### 16日
- 卡洛斯·阿爾達貝，79歲，阿根廷足球運動員和教練。
- 弗蘭克·卡斯韋爾，78歲，美國棒球運動員和經理。[69]
- 喬恩·波斯特爾，55歲，美國計算機科學家，死於心臟手術併發症。[70]
- 約瑟夫·斯坦勒，86歲，美國律師和法官。[71]
- M. Vasalis，89歲，荷蘭詩人和精神病學家。[72]

### 17日
- 安東尼奧·阿格裡，66歲，阿根廷音樂家，死於癌症。
- 赫爾曼·利斯特·阿爾祖比德，100歲，墨西哥詩人和革命家。[73]
- 布萊恩·迪克森，82歲，加拿大軍官和法官。
- 穆罕默德·阿卜杜拉·加齊，63歲，巴基斯坦宗教領袖，遇刺身亡。
- 瓊·希克森，92歲，英國女演員[74]
- 卡門·莫利納，78歲，墨西哥女演員、歌手和舞蹈家。
- 哈基姆·賽義德，78歲，巴基斯坦學者和慈善家，被謀殺。[75]
- 鲍里斯·佛罗瑞斯克，26歲，德國駭客和Phreaker，自殺身亡。
- 卡雷爾·沃拉利克，53歲，捷克冰球運動員。[76]

### 18日
- 弗雷德里克·菲特，96歲，瑞士擊劍運動員和奧運選手。[77]
- Peter A. Griffin，61歲，美國數學家、作家和二十一點專家。
- 阿爾弗雷德·普拉克斯，96歲，愛沙尼亞摔跤手和奧運選手。[78]
- 迪克·謝潑德，53歲，英格蘭足球運動員。[79]
- 喬治·肖·惠勒，90歲，佛蘭克林·德拉諾·羅斯福總統的美國顧問和叛逃者。[80]

### 19日
- 阿諾德·M·奧爾巴赫，86歲，美國喜劇作家。[81]
- 弗蘭克·J·布拉斯科，66歲，美國政治家。[82]
- 湯米·伯克斯，58歲，美國農民和政治家，被謀殺。
- 查杜蘭加，82歲，印度卡納達語作家。
- 愛德華·弗蘭納里，86歲，美國羅馬天主教神父和胰腺癌作家。[83]
- 弗里茨·洪卡，63歲，德國連環殺手。
- 查爾頓·奧格本，87歲，美國記者和作家，自殺身亡。[84]
- 小康普頓·懷特，77歲，美國政治家。[85]

### 20日
- John Mowbray Didcott，67歲，南非律師和法官，死於癌症。[86]
- 弗蘭克·吉拉德，89歲，英國BBC記者和廣播先驅。[87]
- Gerhard Jahn，71歲，德國政治家，死於癌症。[88]
- 斯派克·尼爾森，92歲，美式橄欖球運動員和教練。
- René Pleimelding，73歲，法國足球運動員和經理。[89]

### 21日
- 約瑟夫·佈雷姆，84歲，納粹德國國防軍軍官。
- 斯科特·布勞爾，34歲，美國冰球運動員，死於交通事故。[90]
- 亞歷山大·凱恩克羅斯，87歲，英國經濟學家[91]
- 約翰·哈森，71歲，美國籃球運動員。[92]
- 尼古拉斯·凱默，86歲，俄裔英國核物理學家。[93]
- 漢斯·阿爾弗雷德·尼珀，70歲，德國替代醫學從業者。
- 塞恩斯伯里男爵艾倫·塞恩斯伯里，96歲，英國商人。
- 塔蒂亞娜·托爾馬切娃，91歲，蘇聯花樣滑冰運動員和花樣滑冰教練。

### 22日
- 埃裡克·安布勒（Eric Ambler），89歲，英國驚悚小說作家。[94]
- 娜塔莉亞·克萊恩（Nathalia Crane），85歲，美國詩人和小說家。[95]
- 伯頓·克羅斯（Burton M. Cross），95歲，美國商人、政治家和州長。
- 阿吉特·汗（Ajit Khan），76歲，印度演員。[96]
- 莫莉·奧戴（Molly O'Day），87歲，美國電影女演員。
- 維奧萊特·歐文（Violet Owen），96歲，英國網球和曲棍球運動員。[97]
- 安赫爾·皮卡佐（Ángel Picazo），81歲，西班牙電影演員，癌症。
- 弗朗西斯·薩金特（Francis W. Sargent），83歲，美國政治家和州長。[98]

### 23日
- 諾埃爾·卡羅爾，56歲，愛爾蘭中長跑運動員和奧運選手，心臟病發作而死。[99]
- 克裡斯托弗·蓋博，58歲，英國芭蕾舞演員、編舞家和演員，死於癌症。[100]
- 溫妮·露絲·賈德，93歲，美國被定罪的殺人犯。[101]
- Zangeres Zonder Naam，79歲，荷蘭女歌手，心臟病發作而死。[102]
- 巴內特·斯萊皮安，52歲，美國醫生，被殺。[103]
- Silviu Stănculescu，66歲，羅馬尼亞演員，白血病。[104]

### 24日
- 拉斐爾·阿隆索，78歲，西班牙演員。[105]
- 鄧尼斯·艾林，81歲，英國電影攝影師。
- 查理斯·巴恩斯，96歲，澳大利亞政治家。[106]
- 瑪麗·卡爾德隆，94歲，美國醫生和性教育宣導者。[107]
- 皮诺·多尔多尼，72歲，義大利競走運動員和奧運冠軍。[108]
- 阿爾達利翁·伊格納季耶夫，67歲，蘇聯田徑運動員和奧運獎牌得主。[109]

### 25日
- 傑弗里·克拉夫·安斯沃思（Geoffrey Clough Ainsworth），93歲，英國真菌學家和科學歷史學家。[110]
- 羅賓·布魯克（Robin Brook），90歲，英國銀行家和奧運擊劍運動員。[111]
- 傑夫·克萊恩，67歲，加拿大足球運動員。
- 迪克·希金斯，60歲，美國藝術家、作曲家、詩人和出版商，心臟病發作而死。[112]
- 約翰·海蘭，86歲，美國海軍上將。[113]
- 加夫里爾·馬利什，91歲，蘇聯和俄羅斯畫家，水彩畫家和平面藝術家。
- 蘇珊·斯特蘭奇，75歲，英國學者和政治學家。[114]
- Warren Wiebe，45歲，美國歌手和會議音樂家，自殺身亡。

### 26日
- 尼古拉斯·布德根，60歲，英國政治家，死於肝癌。[115]
- 里克·迪奥，51歲，美國音響工程師，心臟病發作。[116]
- 岩泽健吉，81歲，日本數學家。[117]
- 瑪格麗特·基伊，87歲，英國植物病理學家。[118]
- 何塞·卡多索·皮雷斯，73歲，葡萄牙作家。
- 休·大衛·史蒂文森，80歲，澳大利亞皇家海軍軍官。
- 特裡·湯瑪斯，45歲，美國籃球運動員。[119]
- Selvarajan Yesudian，82歲，瑞士瑜伽士和作家。

### 27日
- 阿爾弗雷德·格雷，59歲，美國數學家，心臟病發作而死。
- 羅莎蒙德·約翰，85歲，英國電影和舞臺女演員。[120]
- Reidar Kvammen，84歲，挪威足球運動員。[121]
- 丹尼爾·佩多，87歲，英國數學家和幾何學家。
- 路易士·普倫德斯，85歲，西班牙演員，死於癌症。[122]
- 吉恩·泰勒，70歲，美國政治家。
- 克拉裡·托爾奈，84歲，匈牙利女演員。
- Winnie van Weerdenburg，52歲，荷蘭游泳運動員和奧運獎牌得主。[123]

### 28日
- 古拉姆·艾哈邁德，76歲，印度板球運動員。
- 阿爾波特男爵卡斯伯特·阿爾波特，86歲，英國政治家、部長和終身同齡人。[124]
- 謝爾曼·布洛克，74歲，美國政治家和治安官。
- 詹姆斯·L·戴，73歲，美國海軍陸戰隊少將。[125]
- 湯米·佛勞斯，92歲，英國工程師和電子計算先驅。[126]
- 詹姆斯·戈德曼，71歲，美國編劇和劇作家，奧斯卡獎得主（1969年），心臟病發作。[127]
- 泰德·休斯，68歲，英國詩人和兒童作家，心臟病發作而死。[128]
- 瑪格麗特·馬利·莫德林，71歲，美國畫家、雕塑家和攝影師。[129]
- 王叔銘，92歲，中國空軍上將。

### 29日
- Anthony J. Celebrezze，88歲，美國政治家。[130]
- 阿爾文·約翰斯頓，84歲，美國噴氣式飛機年齡試飛員，死於阿爾茨海默病。[131]
- 吉爾達·盧塞克，60歲，阿根廷女演員。
- 保羅·米斯拉基，90歲，法國音樂和電影配樂作曲家。[132]
- Harry Weese，83歲，美國建築師，死於中風。[133]

### 30日
- Vishram Bedekar，92歲，印度作家和電影導演。
- Guido De Santi，75歲，義大利自行車賽車手。[134]
- 阿波·拉扎里德斯，73歲，法國自行車運動員。[135]
- 布爾多·特納，79歲，美式橄欖球運動員和教練。[136]
- 林文發，越南共和國陸軍軍官。
- 埃爾默·瓦斯科，62歲，加拿大冰球運動員（芝加哥黑鷹隊，明尼蘇達北極星隊）。[137]
- Heinz Westphal，74歲，德國政治家。

### 31日
- 肯尼斯·達林，89歲，英國陸軍上將。[138]
- 瑪麗亞·德拉普里西瑪·德拉克魯茲，72歲，西班牙羅馬天主教修女。
- 伯納德·J·德懷爾，77歲，美國民主黨政治家，心臟病發作而死。[139]
- 瓦薩·米勒，74歲，作家和詩人。[140]
- 諾亞·穆林斯，80歲，美國橄欖球運動員。[141]
- Lou Rymkus，78歲，美式橄欖球運動員和教練，死於中風。[142]
- 鮑勃·瑟曼，81歲，美國棒球運動員。[143]